# موره ورومسدال
موره ورومسدال (بالنرويجية: Møre og Romsdal) هي مقاطعة في الجزء الشمالي من غرب النرويج، النرويج. لها حدود مشتركة من كل من مقاطعات تروندلاغ، و إينلاند، و فيستلاند. تقع إدارة المقاطعة في مولده، في حين أن أوليسوند هي أكبر مدينة في المقاطعة.
| الديانات في موره ورومسدالl | الديانات في موره ورومسدالl | الديانات في موره ورومسدالl | الديانات في موره ورومسدالl | الديانات في موره ورومسدالl |
| -------------------------- | -------------------------- | -------------------------- | -------------------------- | -------------------------- |
| الديانة                    | الديانة                    |                            | النسبة المئوية             | النسبة المئوية             |
| مسيحية                     | مسيحية                     |                            | 90.23%                     | 90.23%                     |
| إسلام                      | إسلام                      |                            | 0.39%                      | 0.39%                      |
| بوذية                      | بوذية                      |                            | 0.12%                      | 0.12%                      |
| أخرى                       | أخرى                       |                            | 9.26%                      | 9.26%                      |

## وصلات خارجية
- مقاطعة موره ورومسدال